# 韓国シティ銀行
韓国シティ銀行（かんこくシティぎんこう）は、大韓民国の銀行。本社はソウル市内。シティバンクが韓国に展開する上で設立された子会社でもある。このことから韓国シティバンクとも呼ばれる。

## 概要
2003年、IMFによる韓国救済が一段落した時期に、シティバンクグループが韓国に進出する足がかりとして、韓美銀行を買収して子会社化する形で創業。韓美銀行の店舗を引き継ぐ中で、小口金融と住宅担保による貸出に注力し、2010年代初頭までに一時は店舗数200を超える規模に成長した。しかし、2013年ころから韓国内の個人消費の冷え込みから収益が悪化。韓国シティ銀行もそうした影響を回避できず、2014年5月には、店舗数191の3割を削減する方針を打ち出した。2017年4月には、133支店ある営業店舗を32支店まで80%を閉鎖し、オンラインなどの非対面取引を拡大する構造調整を行うと発表した。
2021年、リテール部門からの撤退を発表し、段階的に業務を終了することになった。2023年、KB国民銀行との業務提携を発表し、既存個人顧客のKB国民銀行への転換を進めている。

## 不祥事
2013年12月、社員による顧客の個人情報漏洩が発覚した。